# Brandholzite
La brandholzite (simbolo IMA: Bdh) è un minerale piuttosto raro del gruppo della bottinoite; appartiene alla famiglia degli "ossidi e idrossidi" e possiede composizione chimica MgSb2(OH)12 • 6H2O.

## Etimologia e storia
La brandholzite prende il nome dalla località tedesca di rinvenimento, il distretto minerario di Brandholz-Goldkronach, in Baviera.

## Classificazione
La classica nona edizione della sistematica dei minerali di Strunz, aggiornata dall'Associazione Mineralogica Internazionale (IMA) fino al 2009, elenca la brandholzite nella classe "4. Ossidi (idrossidi, V[5,6] vanadati, arseniti, antimoniti, bismutiti, solfiti, seleniti, telluriti, iodati)" e da lì nella sottoclasse "4.F Idrossidi (senza V od U)"; questa viene ulteriormente suddivisa in base alla struttura del minerale e alla presenza di acqua e ioni idrossido, in modo tale che la brandholzite possa essere trovata nella sezione "4.FH Idrossidi con H2O ± (OH); ottaedri isolati" dove forma il sistema nº 4.FH.05 insieme alla bottinoite.
Tale classificazione resta invariata anche nell'edizione successiva, proseguita dal database "mindat.org" e chiamata Classificazione Strunz-mindat.
Nella Sistematica dei lapis (Lapis-Systematik) di Stefan Weiß la brandholzite si trova nella classe degli "ossidi" e nella sottoclasse degli "idrossidi e idrati di ossido (ossidi contenenti acqua con struttura a strati)" dove si trova nel sistema nº IV/F.04 insieme a bottinoite.
Anche la classificazione dei minerali secondo Dana, usata principalmente nel mondo anglosassone, la brandholzite si trova nella famiglia degli "ossidi e idrossidi"; qui è nella classe degli "idrossidi e ossidi contenenti idrossidi" e da lì nella sottoclasse degli "idrossidi e ossidi contenenti idrossi con gruppi (OH)3 o (OH)6" dove forma il sistema 06.03.09 insieme alla bottinoite.

## Abito cristallino
La brandholzite cristallizza nel sistema trigonale nel gruppo spaziale P3 (gruppo nº 143) con i parametri reticolari a = 16,119 Å e c = 9,868 Å, oltre ad avere 6 unità di formula per cella unitaria.

## Origine e giacitura
La brandholzite si rinviene da porzioni ossidate di vene idrotermali di oro-antimonio-quarzo. La paragenesi è con stibnite, fasi simili alla roméite, zolfo nativo, aragonite, gesso, sénarmontite, idrossidi di ferro e/o antimonio.
La brandholzite è un minerale molto raro ed è stato trovato solo nella sua località tipo, la miniera di "Fürstenzeche" presso Goldkronach (in Baviera, Germania); nella miniera di "Bottino" presso Stazzema (in Toscana, Italia); ad Abfaltersbach ( Tirolo, Austria); nella miniera "Rescatada" nei pressi di Cuevas del Almanzora (in Andalusia, Spagna); nei depositi di "Krížnica" e di "Kolársky vrch", entrambi nella regione di Bratislava (in Slovacchia); nella miniera di antimonio di "Goesdorf" nei pressi dell'omonimo comune (in Lussemburgo).

## Forma in cui si presenta in natura
La brandholzite si presenta come cristalli striati piatti di dimensioni fino a ~1 mm; forma aggregati a forma di rosetta.
Il minerale è trasparente con lucentezza vitrea; la brandholzite è incolore e il colore del suo striscio è bianco.